# Hassungared
Hassungared är en bebyggelse öster om Lindome i Lindome socken i Mölndals kommun. Från 2015 avgränsar SCB här en småort.